# Portrait de Paul III au camauro
Le Portrait de Paul III au camauro est un tableau du Titien exécuté en 1545-1546 et conservé au musée de Capodimonte, à Naples. Il représente Paul III coiffé du camauro, bonnet d'hiver traditionnellement porté par les papes.

## Présentation
Le Titien a peint cette œuvre juste après la première version officielle, le Portrait de Paul III (1543), en tout cas avant le Portrait de Paul III avec ses petits-fils. Cette hypothèse se fonde sur l'âge que révèle le visage du pape, qui semble plus avancé que dans le portrait de 1543, où Paul III est déjà âgé de soixante-quinze ans, alors qu'il l'est moins que dans celui où le pape est accompagné de ses deux petits-fils.
Plusieurs détails marquent une différence avec la version de 1543, en particulier la présence du camauro , mais aussi un paysage qui s'ouvre d'un côté en arrière-plan. Les coups de pinceau paraissent plus rapides que dans le portrait de 1543, qui, dans son ensemble, semble plus incisif que la deuxième version.
Selon Vasari, la toile de 1545-1546 a été réalisée pour le cardinal camerlingue Guido Ascanio Sforza di Santa Fiora, président de la Chambre apostolique et petit-fils de Paul III ,. Par la suite, le tableau a appartenu à la collection de Fulvio Orsini, collectionneur et bibliothécaire de la maison Farnèse, puis à celle d'Édouard Farnèse.
Il existe diverses versions ultérieures à celle de 1545-1546, mais leur authenticité reste discutée : l'une conservée au Kunsthistorisches Museum de Vienne et l'autre au musée de l'Ermitage de Saint-Pétersbourg.

## Galerie

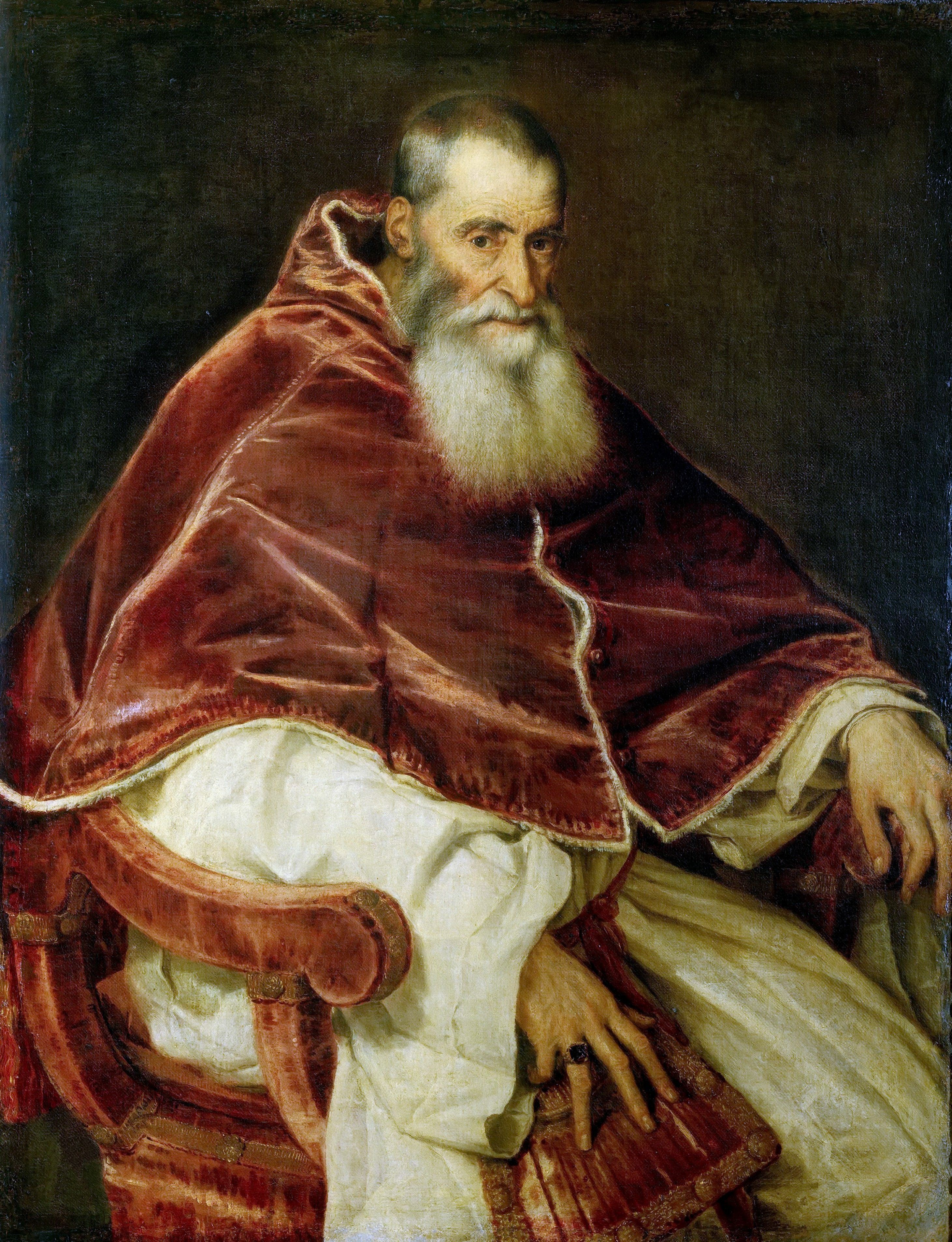
Portrait de Paul III (1543), musée de Capodimonte, Naples.
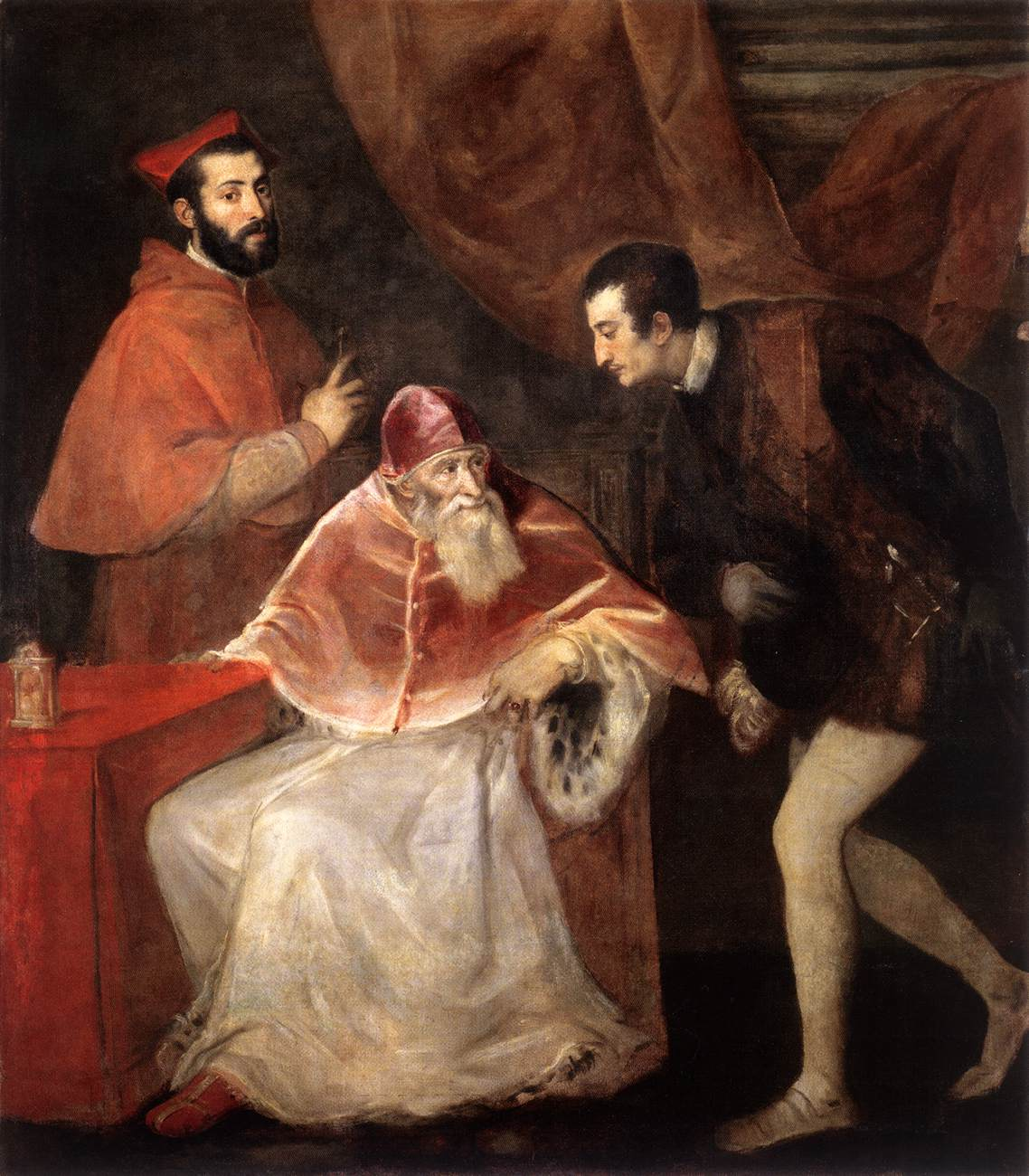
Portrait de Paul III avec ses petits-fils (1545-1546), musée de Capodimonte, Naples.
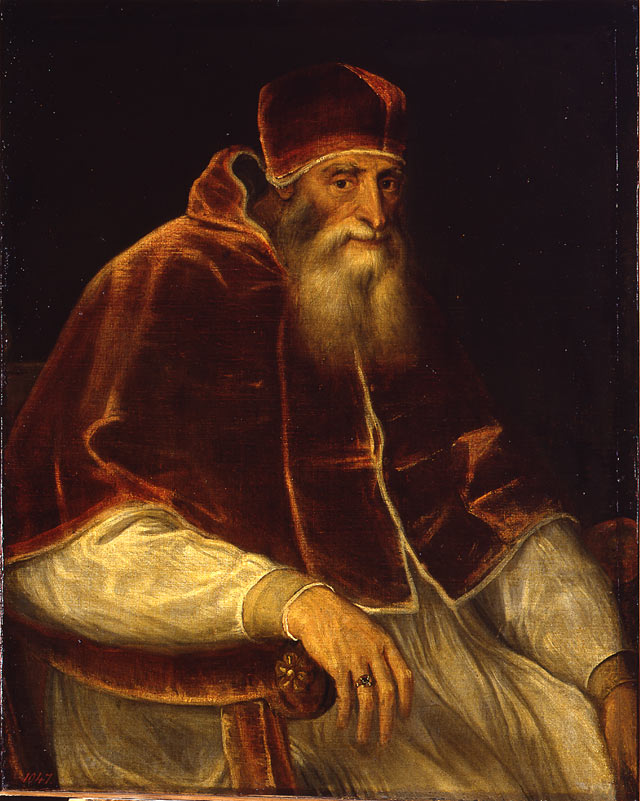
Portrait de Paul III au camauro (1548), attr. au Titien, musée de l'Ermitage, Saint-Pétersbourg.